# Central Product Classification
La Central Product Classification (CPC) è uno standard messo a punto dalle Nazioni Unite per la classificazione statistica dei prodotti.
A ciascun prodotto è associato un codice numerico di cinque cifre; nell'ordine:
- sezione; ve ne sono nove:
  - 0: agricoltura foreste e pesca;
  - 1: metalli e minerali; elettricità, gas e acqua;
  - 2: prodotti alimentari, bevande e tabacchi; tessili, abbigliamento e prodotti in pelle;
  - 3: altri beni trasportabili, esclusi prodotti in metallo, macchinari e attrezzature;
  - 4: prodotti in metallo, macchinari e attrezzature;
  - 5: costruzioni e servizi di costruzione; terra;
  - 6: servizi commerciali, alberghi e servizi di ristorazione;
  - 7: trasporti, magazzinaggio e servizi di comunicazione;
  - 8: servizi alle imprese; servizi all'agricoltura, alle attività estrattive e manifatturiere;
  - 9: servizi collettivi, sociali e personali;
- divisione; ad esempio, per l'agricoltura;
  - 01: agricoltura, orticoltura e giardinaggio;
  - 02: animali vivi e prodotti animali;
  - 03: foreste e legnami;
  - 04: pesce e altri prodotti della pesca;
- gruppo; ad esempio, per la pesca:
  - 041: pesci vivi, freschi o refrigerati;
  - 042: crostacei non congelati; ostriche; altri invertebrati acquatici vivi, freschi o refrigerati;
  - 043: altri prodotti acquatici
- classe; ad esempio, per i pesci vivi, freschi o refrigerati:
  - 0411: pesce vivo;
  - 0412: pesce fresco o refrigerato;
- sottoclasse; è spesso uno 0 aggiunto alla classe, ad indicare l'assenza di sottoclassi (ad esempio, la sottoclasse 04110 ha lo stesso contenuto - pesce vivo - della classe 0411); in alcuni casi vi è un'effettiva articolazione delle classi, ad esempio:
  - 9: servizi collettivi, sociali e personali;
    - 91: amministrazioni pubbliche e altri servizi alla collettività nel suo complesso; servizi di previdenza sociale obbligatori;
      - 911: servizi amministrativi pubblici;
        - 9111: servizi amministrativi pubblici di carattere generale;
          - 91111: servizi esecutivi e legislativi.